# Ochetellus
Genre
Ochetellus est un genre de fourmis décrit pour la première fois par l'entomologiste australien Steven O. Shattuck en 1992. Il le place dans la sous-famille des Dolichoderinae, famille des formicidés. Les fourmis de ce genre sont petites et de couleur noire ; les ouvrières mesurent 1,75 à 3 millimètres de longueur, les mâles sont plus petits, environ 1,6 mm, et les reines sont les plus grandes, atteignant 4 mm. Il y a sept espèces décrites et trois sous-espèces décrites qui vivent principalement en Australie dans une grande variété d'habitats, mais certaines espèces se trouvent en Asie. Une espèce, Ochetellus glaber, a été introduite en Nouvelle-Zélande et aux États-Unis.
Les colonies se trouvent dans le bois pourri, dans le sol, sous les rochers ou les pierres et dans les zones urbaines. Les fourmis sont à la fois diurnes et nocturnes et se nourrissent sur les arbres, dans la végétation basse et dans les habitations humaines, où elles sont considérées comme nuisibles. Ces fourmis mangent une variété d'aliments, y compris les fruits, les insectes, le saccharose, le nectar et les excréments des oiseaux. Ils visitent diverses fleurs et assistent une variété de chenilles. Le moloch hérissé, un lézard australien, se nourrit principalement des ouvrières d’Ochetellus, et d'autres espèces de fourmis se nourrissent également d'elles.

## Description
Ochtellus est un genre de petites fourmis noires ; chaque espèce varie en taille, avec des ouvrières allant de 1,75 à 3 millimètres de longueur et les mâles sont plus petits, 1,6 mm,. Les plus grandes fourmis du genre sont les reines ; les reines d'Ochetellus sororis mesurent jusqu'à 4 millimètres.
Alors que ces fourmis étaient autrefois placées dans le genre Iridomyrmex, il y a plusieurs caractéristiques qui rendent ces fourmis distinctes ; les yeux composés sont positionnés différemment sur la tête, et la disposition du clypéus et du mésosome peut également distinguer les deux genres. Ochetellus ressemble à des espèces de Dolichoderus, mais elles sont relativement plus petites et le pétiole est étroit et dilaté sur le côté du dos, la tête est également plus mince.
Sur la tête, la frontière occipitale s'incurve vers l'intérieur ou l'extérieur et aucun ocelle n'est présent. Les antennes ont douze segments. Les mandibules ont chacune six à huit dents avec une grande dent apicale.

## Répartition
Les fourmis Ochetellus sont natives d'Australie et ont été introduites en Nouvelle-Zélande. En Asie, elles sont originaires de l'Inde, du Japon, des Philippines et du sud de la Birmanie. Des espèces se trouvent sur les îles Fidji, l'île Maurice et la Nouvelle-Calédonie. Ochetellus glaber est observé à Hawaï pour la première fois en 1977 et est considérée comme une espèce envahissante. Depuis son introduction, la fourmi s'est répandue dans tout l'état, et se trouve maintenant à Hawaï, Kahoolawe, Kauai, Maui et Oahu. La fourmi est également introduite dans la partie continentale des États-Unis, se trouvant dans le centre-nord de la Floride, où elle est localisée dans le comté d'Orange.
Les fourmis de ce genre sont eurychoriques : elles ont une distribution géographique étendue dans beaucoup de climats différents, mais on les trouve habituellement dans les habitats secs et mésiques. Elles sont considérées comme un genre tropical, mais le spécimen type fut recueilli dans le climat tempéré de Sydney. On les trouve dans les forêts sclérophylles, les forêts d'eucalyptus, les forêts de Casuarina, les mallee, les coteaux, les plages et les zones urbaines. Ces fourmis sont des fourmis arboricoles et les nids sont situés dans l'écorce, les bûches, le bois pourri, le sable, le sol, sous les roches et les pierres, les souches d'arbres et les brindilles ou les branches,. Dans les zones urbaines, les colonies se trouvent sous des sentiers fissurés, à l'intérieur de murs de maisons ou dans des zones de patio. Certaines espèces sont considérées comme nuisibles, elles se nourrissent dans les pâturages et les maisons où elles préfèrent les fluides et les sucreries. Les habitudes de nidification d'Ochetellus flavipes sont uniques parmi les fourmis australiennes, elles construisent de petites pistes à travers le sol. Ces nids sont structurellement similaires aux nids construits par certaines fourmis Polyrhachis, qui construisent des plates-formes tissées à partir de plantes qui abritent les hémiptères qu'ils assistent.

## Écologie
Les ouvrières forment des colonnes de butinage à la recherche de nourriture. Elles se nourrissent dans les bâtiments, les eucalyptus, les sols ou sur la végétation basse. Les ouvrières sont à la fois diurnes et nocturnes, mais elles ne sont pas actives pendant toute la période de 24 heures. La faible activité se produit pendant les jours ensoleillés ; cependant les colonies sont extrêmement actives peu de temps après la pluie.
Les fourmis Ochetellus sont omnivores, elles se nourrissent principalement d'arthropodes, mais elles préfèrent les fluides et les bonbons lorsqu'elles pénètrent dans les maisons humaines. Les ouvrières vont s'attaquer aux œufs d’Ornithoptera richmondia, aux pupes de mouches des fruits, aux chenilles de Plutella et attaquer les nids de guêpes,. Le miellat, le nectar, les excréments de l'aigrette sacrée, les charognes, les fruits de Pandanus, les plantes, les graines, le saccharose et les graisses peuvent également être consommés. O. glaber est connu pour exploiter les nectaires extrafloraux sur les plantes sans fournir de protection.
Les ouvrières forestières visitent souvent les fleurs de Pisonia et se nourrissent du nectar. Elles visitent aussi Canavalia, Commicarpus, Ipomoea, Melanthera, Plumbago et Scaevola. Ochetellus flavipes assiste régulièrement la cochenille Prorsococcus acanthodus et la protège en construisant des abris. Elles fréquentent également un certain nombre de chenilles comme Anthene lycaenoides, Ogyris amaryllis, Ogyris olane, Ogyris oroetes ou Theclinesthes miskini.
Les prédateurs sont d'autres fourmis et le moloch hérissé qui se nourrit principalement d’Ochetellus ; le nombre de fourmis qu'un moloch hérissé peut consommer par minute est d'environ 24 à 45. Le nombre total de fourmis consommées en une journée peut atteindre 2 500 individus, d'après un examen du contenu de l'estomac du lézard.

## Reproduction
Pendant le vol nuptial, une reine peut s'accoupler avec plusieurs mâles, tandis que les mâles ne s'accouplent qu'avec une seule reine, ce qui les rend monogames. Cependant, les reines d'Ochetellus glaber ne s'accouplent qu'avec un seul mâle, ce qui les rend polygames. Parfois, les colonies prolifèrent quand un sous-ensemble de la colonie comprenant les reines, ouvrières et couvées (œufs, larves et pupes) quittent la colonie principale pour un autre site de nidification.

## Espèces
- Ochetellus democles
- Ochetellus epinotalis
- Ochetellus flavipes
- Ochetellus glaber
  - O. glaber clarithorax
  - O. glaber consimilis
  - O. glaber sommeri
- Ochetellus punctatissimus
- Ochetellus sororis
- Ochetellus vinsoni

## Source de la traduction
- (en) Cet article est partiellement ou en totalité issu de l’article de Wikipédia en anglais intitulé « Ochetellus » (voir la liste des auteurs).